# Luís II de Mônaco
Luís II (Baden-Baden, 12 de julho de 1870 – Mônaco, 9 de maio de 1949) foi o Príncipe de Mônaco de 1922 até sua morte. Era filho do príncipe Alberto I e sua primeira esposa Maria Vitória Hamilton.

## Biografia
Luís Honorato Carlos Antônio nasceu na cidade de Baden-Baden, Grão-Ducado de Baden, Império Alemão. Ele era o único filho de Alberto I, Príncipe de Mônaco e de sua primeira esposa Maria Vitória Hamilton.
Dentro de um ano após o casamento de seus pais, Luís nasceu, mas Maria Vitória detestava Mônaco e tudo relacionado com o país. Pouco tempo depois, ela deixou a família permanentemente e o casamento foi anulado em 1880. Luís foi criado na Alemanha por sua mãe e seu padrasto, junto de sua meia-irmã, Alexandra e não viu seu pai até os 11 anos de idade quando foi obrigado a retornar para Mônaco para receber treinamento para suas tarefas reais.
O pai de Luís, Alberto, era uma personalidade dominante que tinha feito de Mônaco um centro de atividade cultural cujas conquistas intelectuais foram reconhecidas por todo mundo. Infeliz, vivendo com seu pai frio e distante, assim que cresceu foi para a França, alistou-se na Academia Militar de Saint-Cyr. Quatro anos depois, quando se formou, pediu para ser enviado para lutar nas guerras nas colônias africanas.
Em sua estadia na Argélia, ele conheceu Marie Juliette Louvet , que era cantora de cabaré. (Juliette já era mãe de duas crianças, Georges e Marguerite, de seu ex-marido, o fotógrafo francês Achille Delmaet). Segundo relatos, o Príncipe Luís apaixonou-se profundamente por ela, mas temia a rejeição do casamento por parte de seu pai. Acredita-se que Luís ignorou seu pai e casou-se com Juliette em 1897, mas não há provas desta alegação. Sua filha "ilegítima", Charlotte Louise Juliette, nasceu em 30 de setembro de 1898 em Constantina, Argélia. (Marie Juliette Louvet não é mencionada na biografia autorizada de seu neto, o Rainier III, que é monegasco por nacionalidade, mas genealogicamente é francês, espanhol, italiano, alemão e escocês).
Alberto morreu em 27 de junho de 1922 em Paris e Luís subiu ao trono como Luís. Enquanto seu reinado nunca atingiu a grandeza do de seu pai, Luís deixou sua marca no pequeno principado. Em 1924 o Association Sportive de Monaco Football Club foi formado e em 1929 a primeira corrida automobilística do Grand Prix de Mônaco foi realizada, vencida por Charles Grover (vulgo "Williams") dirigindo um Bugatti pintado numa cor verde que mais tarde seria reconhecida como a cor de corrida britânica.
Em 1931, o prestígio da vida cultural de Mônaco turbinou-se com a contratação de René Blum para formar o "Ballet de l’Opera a Monte Carlo". Pouco antes do início da Segunda Guerra Mundial em 1939, um grande e moderno estádio de futebol foi construído recebendo o nome de "Stade Prince Louis II".
Enquanto as simpatias de Luís eram fortemente pró-França, ele tentou manter Mônaco neutra durante a Segunda Guerra Mundial, mas apoiava a França de Vichy de seu amigo dos tempos de exército, Henri Philippe Pétain. Mesmo assim, seu pequeno principado foi atormentado pelo conflito doméstico, parte por causa da indecisão de Luís mas também pelo fato da maioria da população ser de descendência italiana e apoiavam o regime fascista de Benito Mussolini na Itália. Em 1943, o exército italiano invadiu e ocupou Mônaco, administrando um governo fascista. Pouco depois, com a queda de Mussolini na Itália, o exército alemão ocupou Mônaco e começou a deportar a população judaica. Entre eles estava René Blum, fundador da Ópera, que morreu em um campo de concentração nazista. Sob ordens secretas de Luís, a polícia de Mônaco, correndo grande risco, avisava as pessoas que a Gestapo estava prestes a prendê-las.
Apesar disso, pela guerra, o vacilo de Luís causou um enorme desentendimento com seu neto Rainier, o herdeiro do trono, que tinha forte apoio aos Aliados contra os nazistas. Após a liberação de Mônaco pelas forças aliadas, o príncipe já com 75 anos de idade fez pouco pelo seu reino, passando seus últimos anos na França, na mansão da família próxima a Paris. Casou-se pela primeira vez em 1946 com Ghislaine Dommanget, uma atriz francesa e ex-esposa do ator André Bulé.
O Príncipe Luís faleceu em 1949 e está enterrado na Catedral de São Nicolau em Monte Carlo, Mônaco. Sua viúva, Ghislaine, faleceu em 30 de abril de 1991 em Paris, onde está enterrada no cemitério de Passy.
A Princesa Hereditária Charlotte cedeu seus direitos de sucessão ao seu filho, Rainier, em 1944, quando ele tornou-se Príncipe Hereditário. Quando Luís morreu cinco anos depois, ele foi sucedido por seu neto, Rainier III.
Encontra-se sepultado na Catedral de São Nicolau, Monaco-Ville em Mônaco.